# Болаци (Васлуј)
Болаци (рум. Bolați) насеље је у Румунији у округу Васлуј у општини Ребрича. Oпштина се налази на надморској висини од 151 m.

## Становништво
Према подацима из 2002. године у насељу је живело 231 становника, од којих су сви румунске националности.